# Elinogrel
Elinogrel (INN, USAN) là một loại thuốc chống tiểu cầu thử nghiệm hoạt động như một chất ức chế P2Y. Tương tự như ticagrelor và trái ngược với clopidogrel, elinogrel là một chất ức chế có thể đảo ngược, hoạt động nhanh và ngắn (trong khoảng 12 giờ), và nó không phải là một prodrug mà là hoạt động dược lý. Chất này được sử dụng dưới dạng muối kali của nó, tiêm tĩnh mạch để điều trị cấp tính và bằng đường uống để điều trị lâu dài. Phát triển đã bị chấm dứt vào năm 2012.

## Lịch sử
Chất ban đầu được phát triển bởi Dược phẩm Portola, với các thử nghiệm lâm sàng giai đoạn II được thực hiện vào khoảng năm 2008 – 2011  Vào tháng 2 năm 2009, Novartis đã mua bản quyền trên toàn thế giới để phát triển nó hơn nữa, dự định tiến hành các nghiên cứu pha III và thương mại hóa thuốc. Sự phát triển của thuốc đã bị chấm dứt vào tháng 1 năm 2012 bởi Novartis.